# بلین (ایلینوی)
بلین (به انگلیسی: Blaine) یک منطقهٔ مسکونی در ایالات متحده آمریکا است که در شهرستان بونی، ایلینوی واقع شده‌است. بلین ۲۹۹٫۹۳ متر بالاتر از سطح دریا واقع شده‌است.